# Microregione di Cametá
La Microregione di Cametá è una microregione dello Stato del Pará in Brasile, appartenente alla mesoregione di Nordeste Paraense.

## Comuni
Comprende 7 comuni:
- Abaetetuba
- Baião
- Cametá
- Igarapé-Miri
- Limoeiro do Ajuru
- Mocajuba
- Oeiras do Pará